# Yekeber Bayabel
Yekeber Bayabel Gesese (10 november 1991) is een Ethiopische atleet, die is gespecialiseerd in de lange afstand. Hij komt met name uit op de halve marathon en de marathon.

## Biografie
In 2013 maakte hij zijn debuut op de marathon. Met een tijd van 2:18.38 finishte hij als 14e bij de marathon van Hamburg. Later dat jaar werd hij ook negende bij de marathon van Addis Ababa en vijfde bij de marathon van Amsterdam in een persoonlijk record van 2:09.39.
Zijn eerste overwinning op de marathon behaalde hij in 2015, met het winnen van de marathon van Stockholm. Ditmaal had hij 2:18.22 nodig om de klassieke afstand te voltooien.
In Nederland geniet hij met name bekendheid wegens zijn overwinning bij de halve marathon van Egmond in 2016. Hij kwam in zijn eentje de Boulevard Noord op en finishte in 1:08.08. Dit was de langzaamste tijd sinds 1985 hetgeen werd veroorzaakt door de sterke zuidenwind. Dit was niet zijn eerste deelname bij dit evenement want in 2013 was hij al eens zevende.

## Persoonlijke records
| Onderdeel      | Prestatie | Datum            | Plaats         |
| -------------- | --------- | ---------------- | -------------- |
| 10 km          | 29.33     | 24 november 2013 | Addis Ababa    |
| halve marathon | 1:02.27   | 13 januari 2013  | Egmond aan Zee |
| 25 km          | 1:14.12   | 20 oktober 2013  | Amsterdam      |
| 30 km          | 1:29.13   | 20 oktober 2013  | Amsterdam      |
| marathon       | 2:09.39   | 20 oktober 2013  | Amsterdam      |

## Palmares

### 10 km
- 2013: 4e Great Ethiopian Run - 29.32,2

### halve marathon
- 2013: 7e halve marathon van Egmond - 1:02.27
- 2016:  halve marathon van Egmond - 1:08.08

### marathon
- 2013: 14e marathon van Hamburg - 2:18.38
- 2013: 9e marathon van Addis Ababa - 2:14.07
- 2013: 5e marathon van Amsterdam - 2:09.39
- 2014: 11e marathon van Dubai - 2:10.14
- 2014: 11e marathon van Enschede - 2:21.52
- 2015: 28e marathon van Hong Kong - 2:20.46
- 2015:  marathon van Stockholm - 2:18.22
- 2015: 5e marathon van Lyon - 2:19.27

### veldlopen
- 2010: 14e WK in Bydgoszcz - 22.55